# Леон Ламуш
Леон Ламуш (на френски: Léon Lamouche) е френски офицер и общественик, близък на българомакедонското освободително дело от първата половина на XX век.

## Биография
Леон Ламуш е роден на 8 май 1860 година. Учи български език при Йордан Иванов в Школата за живи източни езици в Париж. Преподава история и култура на славянските народи в университета на град Монпелие и в 1892 година издава труда си „България в миналото и настоящето си“. Леон Ламуш пристига през 1904 година в Сярско, Македония в качеството си на капитан от френската армия, като според договореностите в Мюрцщегска реформена програма е жандармерийски инструктор в Серския санджак. Като такъв е свидетел на действията на гръцката въоръжена пропаганда в Македония и пише: 
| „ | ... имаше случаи, при които в сражение с българсктие чети в Енидже-Вардарско, андартите подпомагаха турската войска и техните ранени бяха лекувани в турски военни болници. | “ |

Участва във военни мисии още в Цариград и Солун до 1913 г. По време на Първата световна война защитава интересите на България пред френската общественост.
От 1921 до средата на 1930-те години е почетен български генерален консул в Париж. През 1922 г. става чуждестранен член на Българската академия на науките. На 7 март 1923 г. полковник Ламуш организира сказка в Париж, на която настоява да се намалят българските репарационни задължения до степен, съответстваща на платежноспособността на държавата и изтъква нуждата на България от егейски излаз. Леон Ламуш е член на Македонския научен институт и защитава българските позиции по Македонския въпрос. Сътрудничи на списания „Македонски преглед“ и „Независима Македония“, превежда „Македония. Етнография и статистика“ и разказа „Иде ли?“ на Иван Вазов на френски и подпомага издаването на Албум-алманах „Македония“. Автор е и на книгите „La Bulgarie“ (1928) и „Quinze ans d’histoire balkanique, 1904-1918“ (Петнадесет години балканска история. 1904-1918, 1928). Подписва се в редица апели пред Обществото на народите за спазване правата на човека на българите в Югославия и Кралство Гърция. Участва на Великия македонски събор в Горна Джумая през 1933 година. През август 1933 година става почетен гражданин на Горна Джумая. През 1939 година Леон Ламуш е удостоен с титлата доктор хонорис кауза на правните науки на Софийски университет.

В своя статия от 1931 година Леон Ламуш пише: 
| „ | ... аз не се страхувам да потвърдя, че малко народи притежават едно така живо национално чувство, понякога така силно, както българите от Македония... | “ |

През 1942 година изпраща телеграма до делегатите на Илинденската организация в Битоля, тогава в границите на Царство България, в която пише: 
| „ | Много ми е приятно да видя по четенето на българските вестници, как се е съхранило в македонското население българското народно чувство и как се слея лесно, освободените земи със старата област на Царството. | “ |